# Peter Wolfsberger
Peter Wolfsberger (geboren am 6. Oktober 1949 in Wien) ist ein österreichischer Fernseh- und Bühnenschauspieler.

## Leben
Bereits während seiner Schauspielausbildung am Max Reinhardt Seminar, die er 1973 abschloss, wurde Wolfsberger für seine erste Hauptrolle im Fernsehen engagiert. Das erste Bühnenengagement führte ihn ans Schauspielhaus Zürich, es folgten ein Gastauftritt am Stadttheater Klagenfurt, weitere Fernsehrollen und ein Engagement am Salzburger Landestheater. Seit 1977 ist er Ensemblemitglied des Wiener Burgtheaters, wo er seither in über 60 Rollen zu sehen war.
Bei den Salzburger Festspielen war er von 1982 bis 1989 der Spielansager im Jedermann am Domplatz, 1991 spielte er dort den Neugebauer im Schwierigen, 2013 verkörperte er dort den Feenkönig Stellaris, den Losverkäufer und den Bedienten im Hause Zwirn in der Erfolgsproduktion des Lumpazivagabundus von Johann Nestroy, einer Koproduktion mit dem Burgtheater. Er gastierte auch mehrfach bei den Festspielen Reichenau.
Wolfsberger wirkt regelmäßig in Hörspielen mit, beispielsweise in den drei Schnitzler-Vertonungen Der grüne Kakadu (1989), Zwischenspiel (1992) und Die Schwestern oder Casanova in Spa (1995).

## Filmografie (Auswahl)
- 1980: Land, das meine Sprache spricht
- 1981: Ringstraßenpalais
- 2004: Mit deinen Augen
- 2011: Die Rosenheim-Cops – Ein Testament kommt selten allein

## Theater (Auswahl)
Burgtheater:
- 1975: Der Verschwender von Ferdinand Raimund, Rolle: Flitterstein
- 1978: Das weite Land von Arthur Schnitzler, Rolle: Otto Aigner
- 1979: Ein Sommernachtstraum von William Shakespeare, Rolle: Lysander
- 1980: Einen Jux will er sich machen von Johann Nestroy, Rolle: August Sonders
- 1981: Professor Bernhardi von Arthur Schnitzler, Rolle: Dr. Kurt Pflugfelder
- 1982: Die Wildente von Henrik Ibsen, Rolle: Molvik
- 1983: Der Tod des Handlungsreisenden von Arthur Miller, Rolle: Bernard
- 1983: Reigen von Arthur Schnitzler, Rolle: der Graf
- 1984: Die Besessenen von Albert Camus, Rolle: Nikolai Stawrogin
- 1995: Romeo und Julia von William Shakespeare, Rolle: Capulet
- 2001: Dantons Tod von Georg Büchner, Rolle: Thomas Payne
- 2009: explodiert von Andreas Liebmann, Regie: Cornelia Rainer – Vestibül
- 2010: Der Zauberer von Oz von Lyman Frank Baum, Regie: Annette Raffalt, Rolle: Onkel Henry, u. a. – Burgtheater
- 2011: Der Boxer oder Die zweite Luft des Hans Orsolics von Franzobel, Regie: Niklaus Helbling, Rolle: Vater, u. a. – Kasino
- 2013: Der böse Geist Lumpazivagabundus von Johann Nestroy, Regie: Matthias Hartmann, Rollen: Stellaris, Ein Hausierer, Erster Bedienter bei Zwirn – Burgtheater in Koproduktion mit den Salzburger Festspielen
- 2013: König Lear von William Shakespeare, Regie: Peter Stein, Rolle: Herold, u. a. – Burgtheater